# ماریانیمی
مارْیانیِمی (به فنلاندی: Marjaniemi) یک منطقهٔ مسکونی در فنلاند است که در هلسینکی واقع شده‌است. ماریانیمی ۱٫۰۲ کیلومتر مربع مساحت و ۱٬۹۶۴ نفر جمعیت دارد.